# Knjiga pesmi
Knjiga pesmi, Knjiga ód, Klasika poezije (kitajsko: 詩經; pinjin: Shījīng) ali enostavno Ode ali Pesmi (詩, Ši) je najstarejša znana zbirka kitajske poezije, ki vsebuje  305 pesmi iz 11. do 7. stoletja pr. n. št. Knjiga je ena od Petih klasik za katere tradicionalno velja, da jih je zbral Konfucij, in so jih učenjaki na Kitajskem in v sosednjih državah preučevali več kot dve tisočletji. Zbirka je bogat vir čengjuja, klasičnih idiomov s štirimi znaki, ki so še vedno del učenega diskurza in celo vsakdanjega jezika v sodobni kitajščini. Od dinastije Čing so njegove vzorce rim analizirali tudi v študijah stare kitajske fonologije. 

## Nastanek
O nastanku Knjige pesmi obstajata dve teoriji. Prva predpostavlja, da je Konfucij sam izmed tri tisoč obstoječih pesmi izbral 305 didaktično in etično ustreznih pesmi, ki jih je nato po lastni presoji prepisal tako, da zbrane tvorijo slogovno ustrezno literarno kompozicijo. Druga teorija trdi, da je zbirka obstajala že pred Konfucijem in da je bila znana že v njegovi državi Lu, on pa jo je le populariziral.
Začetek zbiranje pesmi omenjajo zapisi iz dinastije Han, ki pravijo, da so vladarji dinastije Džov med ljudi pošiljali zbiratelje pesmi, ker so  želeli prek njihove poezije slišati politično razpoloženje in mnenje svojih podanikov. 

## Vsebina
Knjiga pesmi vsebuje najstarejše kronološko potrjene kitajske pesmi.  Večina pesmi je iz obdobja Zahodnega Džova (1046–771 pr.  n. št.). Zbrane so iz več provinc in mest v pokrajini Džongjuen. Večina pesmi je narodnih z ljubezensko, vojaško, politično in obredno vsebino. Prvotno so se recitirale ali pele ob glasbeni spremljavi. 
| Del (kitajsko)  | Število in vsebina  | Stoletje (pr. n. št.) |
| --------------- | ------------------- | --------------------- |
| 國風 Guó fēng   | 160 arij držav      | 9.-8. stoletje        |
| 小雅 Xiǎo yǎ    | 74 malih od         | 9.-8. stoletje        |
| 大雅 Dà yǎ      | 31 velikih od       | 10.-9. stoletje       |
| 周頌 Zhōu sòng  | 31 himn države Džov | 11.-10. stoletje      |
| 魯頌 Lǔ sòng    | 4 himne države Lu   | 7. stoletje           |
| 商頌 Shāng sòng | 5 himn države Džang | 7. stoletje           |

Pesmi se lahko razvrstijo v tri glavne skupine. V prvi skupini je 160 arij oziroma ljudskih pesmi. Pesmi so večinoma satirične in poučne in nekatere celo politično obarvane. V drugi skupini je 31 velikih in 74 malih od. Velike ode so starejše in so se izvajala na veličastnih dvornih druženjih. Male ode so mlajše in pisane za manjše prireditve in dvorne zabave. Večina od je pisana v satiričnem ali pohvalnem tonu. Tretja skupina pesmi so himne, ki so se izvajale med žrtvovanji v svetiščih in na dvoru. Himne so se večinoma pele ob glasbeni spremljavi.